# Sauzon
Sauzon är en kommun i departementet Morbihan i regionen Bretagne i nordvästra Frankrike. Kommunen ligger i kantonen Belle-Île som tillhör arrondissementet Lorient. År 2022 hade Sauzon 1 043 invånare.

## Befolkningsutveckling
Antalet invånare i kommunen Sauzon
| Referens: INSEE |